# Lymantria nigricosta
Lymantria nigricosta är en fjärilsart som beskrevs av Matsumura 1921. Lymantria nigricosta ingår i släktet Lymantria och familjen tofsspinnare. Inga underarter finns listade i Catalogue of Life.